# Сервер лицензий
Сервер лицензий — специализированное серверное приложение или программно-аппаратный комплекс (в случае использования аппаратной защиты), позволяющее централизовать управление лицензиями на множество копий программного обеспечения (или операций программного обеспечения). В случае существенной нагрузки (порядка 1000 одновременно использующихся лицензий) для сервера лицензий может выделяться отдельный физический сервер.
В большинстве случаев применение сервера лицензий не обусловлено существенной нагрузкой. Используя всего несколько программных продуктов, администратор может столкнуться с такими проблемами, как недостаток USB портов, потеря электронных ключей, бесконтрольность их расположения в офисе и пр., которые аппаратный сервер лицензий призван решить. Его конструкция позволяет одновременно подключить до 32, 64 и более электронных ключей аппаратной защиты, а также программные ключи, управлять ими и контролировать их работу.
Сервер лицензий хранит в себе все приобретённые лицензии на заданное количество копий программ, и при каждом запуске программы предоставляет лицензию программе. В случае лицензирования операций (таких, как подключение клиента к серверу или выполнения специфичных действий) сервер лицензий выдаёт лицензии для выполнения таких операций.

## Примеры
- Сервер терминальных лицензий в Microsoft Windows Server 2003
- Сервер клиентских и серверных лицензий для Citrix MetaFrame
- Сервер лицензий для платформы 1C (программно-аппаратный)

## Особенности
Сервер лицензий — атрибут платного программного обеспечения, в случае использования свободного программного обеспечения сервера лицензий не требуются, так как авторы не ограничивают договором количество выполняемых операций/подключенных клиентов.